# Umm Salamuna
Umm Salamuna, en arabe : خربة ام سلمونة,  est un village du gouvernorat de Bethléem en Palestine, situé à 12 km au sud-ouest de Bethléem, en Cisjordanie.
Selon le recensement du bureau central palestinien des statistiques, la localité compte une population de 1 188 habitants en 2017.